# 维托里奥威尼托战役
维托里奥威尼托戰役（義大利語：Battaglia di Vittorio Veneto）是第一次世界大戰義大利戰場的一次決定性戰役，於1918年10月24日至11月3日在维托里奥威尼托一地爆發，由義大利軍獲得勝利告終，標誌著一戰義大利戰線的終結，並進而引發了奧匈帝國的崩潰，兩週後，第一次世界大戰亦結束。
除此之外，有部份義大利人視维托里奥威尼托戰役為義大利統一運動的最高潮。

## 背景
在1917年10月24日至11月9日的卡波雷托戰役期間，義大利陸軍損失了超過300,000人，並被迫撤離該地，也使得義大利軍總司令路易吉·卡多爾納將軍被撤職，由阿爾曼多·迪亞茲取代其職務。迪亞茲重組軍隊，並以縱深防禦和機動預備隊阻擋敵軍挺進，使得戰線至皮亞韋河周圍穩定了下來。
1918年6月，奧軍發動大規模攻勢，欲突破皮亞韋河的義軍防線、結束南線的戰爭，奧軍一方面嘗試強攻托納萊山口（Tonale Pass）與伦巴第，另一方面又於中威尼斯地區（Venetia）將兵力分散成兩個攻擊矛頭，一個指向東南方的特倫托（Trentino），另一個指向西南方的下皮亞韋河地區，整場攻勢非常糟糕，擔當攻擊者的奧軍損失了10萬兵力。

## 戰鬥
在歷經了皮亞韋河的戰鬥後，義大利軍總司令迪亞茲將軍慎重地不發動攻勢行動，要到義軍已完全備妥、攻擊有成功的把握後才行。在迪亞茲的攻擊計畫中，義軍將會有三到五個軍團投入於格拉帕山（Monte Grappa）至皮亞韋河終點的亞得里亞海聯繫的戰線上，接著將跨越該河，對维托里奥威尼托一地發動進攻，這將使與其對陣的奧軍兩個軍團彼此的聯繫被切斷。
10月24日，卡波雷托之役的一週年紀念日，義軍發動了攻勢，其首要針對格拉巴山的攻擊成功吸引了奧軍，使後者投入了預備隊。同時，奧軍也因為皮亞韋河這時的氾濫而無法同時投入三個核心軍團進行攻擊，只能投入兩個，之後英軍將領腓特烈·蘭巴特（Frederick Lambart）先是奪取了下游的帕怕洛多尼島（Papadopoli Island）， 接著又於10月27日在該河左岸取得了立足地，義大利軍的預備隊隨即利用了這個橋頭堡展開行動。奧軍指揮官斯韋托扎爾·博羅埃維奇下令於10月27日對義軍橋頭堡展開反攻，但其部隊拒絕服從命令，奧軍內部已出現了問題。
在跨越皮亞韋河後，由恩里科·卡維利亞將軍領導的義大利第8軍團也佔領了维托里奥威尼托（Vittorio Veneto，該城原名僅有「Vittorio」，「Veneto」是1923年才加上去的），並直接朝著特倫托挺進，威脅到了奧軍的撤退行動。
10月28日，捷克斯洛伐克宣佈自奧匈帝國獨立。隔天，斯洛文尼亚人-克罗地亚人和塞尔维亚人国亦宣告獨立，10月31日，匈牙利宣佈脫離奧匈帝國的聯盟。10月28日，在政治與軍事上的不利條件下，奧匈帝國最高統帥部下令全軍進行總撤退。正如上述所提，维托里奥威尼托一地於隔天被義大利第8軍團佔領，並正向塔利亚门托河進發。11月3日，的里雅斯特也被聯軍發動兩棲登陸所佔領。
由法國將領讓·塞薩爾·格拉齊亞尼指揮的義大利第11軍團繼續其進攻，右翼也得到了第9軍團的支援。結果奧軍損失了30,000人，並有大批人員被俘，數量約在300,000至500,000人之間（10月31日時有50,000人，11月1日時累積至100,000人，而11月4日則累積到428,000人之多）。義大利軍則有37,461人傷亡，包括145名法軍與374名英軍士兵。

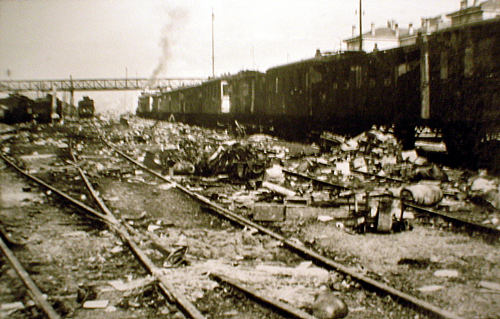
1918年11月4日，特倫托一地一輛載著奧軍歸國軍人的火車，不久後義大利軍即抵達了該地。

10月29日，奧匈帝國要求停戰。1918年10月30日，奧匈帝國軍一分為二。11月3日下午3點20分，義大利與奧匈帝國簽署和平協定—《維拉朱斯蒂停戰協定》，二十四小時後生效。
奧軍指揮部於11月3日下令部隊停止戰鬥，隨後簽署了和平協定，奧軍將領維克托·韋伯·埃德勒·馮·韋貝瑙通知他的義軍對手，奧軍已放下了武器，並要求義軍趕緊停止戰鬥以及更深入的挺進。這些要求被義軍將領佩特羅·巴多格里奧憤怒地拒絕了，該人揚言要停止所有談判、繼續其戰爭。韋伯重複了他的要求。實際上，早在停戰命令發出來之前，奧軍早已開始崩潰，其撤退已呈現潰退的狀態
義軍繼續其進攻，一直到11月4日下午3點，在隨後幾天他們佔領了提洛爾全境，包括因斯布鲁克。
依照《維拉朱斯蒂停戰協定》，奧匈帝國的軍隊不僅被要求撤離所有自1914年8月起佔領的領土中撤出，還包括了南方的蒂罗尔、索查河流域的塔尔维西奥（Tarvisio）、戈里齐亚、的里雅斯特、伊斯特拉半島、西邊的克拉尼斯卡和達爾馬提亞。所有德國軍隊應於15天內被奧匈帝國拘留或驅逐，協約軍將可無限制地使用奧匈帝國的國內通信設施，此外也使得德國南翼門戶大開，協約軍將可通過奧匈帝國，直取德意志帝國領土。

## 結果

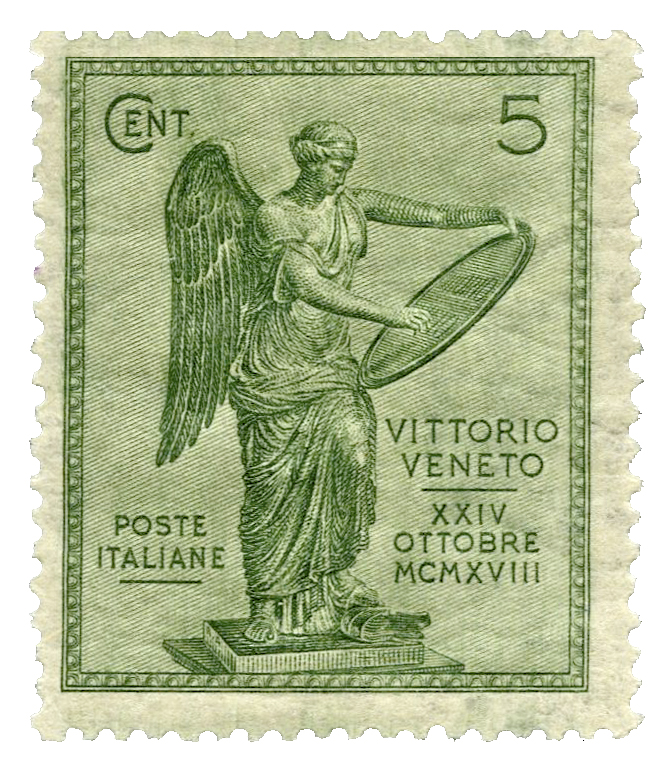
義大利於1921年發行的郵票，紀念维托里奥威尼托戰役。

维托里奥威尼托戰役標誌了一次大戰義大利戰線的結束，並促成了奧匈帝國的解體。10月24日，匈牙利政府即召喚其部隊嚴禁怠慢地回國，因為戰爭已經失敗了。如同上述，10月31日匈牙利正式脫離與奧地利的聯邦，帝國的其他領土也於幾天前即逕自宣告獨立，其中很大一部份變成了後來的南斯拉夫。德意志帝國在其主要的盟國投降後，認清戰爭已無法繼續下去。10月30日，德國境內發生了「威廉港兵變事件」，隨後很快地自基爾蔓延到全國，最終成了全國革命。11月初，德國政府要求停戰。

## 資料來源
1. 1 2 3  "埃里希·魯登道夫曾寫道：「维托里奥威尼托一役裡，奧軍並未在這場戰鬥中失敗，但卻輸掉了戰爭和它本身，也將德國也牽拖到它的毀滅中。因為聯軍本身也已（對戰爭）感到相當疲倦，若無毀滅性的维托里奥威尼托之戰，我們可以繼續與奧匈帝國維持軍事聯盟，繼續於整個冬季進行背水一戰，以求一個條件較優的和平。」，見Pasoletti, Ciro: A Military History of Italy. Greenwood Publishing Group, 2008, page 150. ISBN 0-275-98505-9
2. 1 2  「10至11月的维托里奥威尼托戰役見證了奧匈帝國的軍事力量於混亂中崩潰，之後整個帝國也迅速地解體」，見Marshall Cavendish Corporation: History of World War I. Marshall Cavendish, 2002, pp. 715–716. ISBN 0-7614-7234-7
3. 1 2  Stevenson, David. . Harvard University Press. 19 September 2011: 157  [26 July 2015]. ISBN 978-0-674-06226-9. （原始内容存档于2022-05-03）. 根據聯軍最高統帥部指出，共57個師和7,700門火砲
4. ↑  Statistics of the Military Effort of the British Empire During the Great War 1914–1920, The War Office, pp. 356–357.
5. ↑  Burgwyn, H. James: Italian foreign policy in the interwar period, 1918–1940. Greenwood Publishing Group, 1997. Page 4. ISBN 0-275-94877-3
6. ↑  Schindler, John R.: Isonzo: The Forgotten Sacrifice of the Great War. Greenwood Publishing Group, 2001. Page 303. ISBN 0-275-97204-6
7. ↑  Mack Smith, Denis: Mussolini. Knopf, 1982. Page 31. ISBN 0-394-50694-4
8. ↑  Arnaldi, Girolamo : Italy and Its Invaders. Harvard University Press, 2005. Page 194. ISBN 0-674-01870-2
9. ↑  「卡波雷托」（Caporetto）又名為科巴里德，前者為義大利人所取的地名，今天該地隸屬於斯洛維尼亞。
10. ↑  「斐迪南·福煦曾催促迪亞茲利用皮亞韋河的勝利，迅速擴張戰果，但迪亞茲深知自軍疲勞與軍品短缺的情況，因此他限制自己，僅採取局部的行動」，見Seton-Watson, Christopher:Italy from Liberalism to Fascism, 1870–1925. Taylor & Francis, 1967. Page 500. ISBN 0-416-18940-7
11. 1 2  David Stevenson, loc. cit. p. 160 Google-books （页面存档备份，存于）
12. ↑  Pier Paolo Cervone, Vittorio Veneto, l'ultima battaglia, Mursia (Gruppo Editoriale), 1994, ISBN 88-425-1775-5
13. ↑  Stato Maggiore dell'Esercito, "L'esercito italiano nella Grande Guerra", Ufficio Storico, vol. 5, Tomo 1,2, 2bis, Roma, 1988
14. ↑  Fritz Weber, "Das Ende der alten Armee. Österreich-Ungarns Zusammenbruch, ISBN 3-901185-09-7：自10月28日起，奧匈帝國軍已一分為二地崩潰，開始了混亂地撤退。
15. ↑  Low, Alfred D.The Anschluss Movement, 1918–1919, and the Paris Peace Conference. American Philosophical Society, 1974. Page 296. ISBN 0-87169-103-5
16. ↑  Pier Paolo Cervone; "Vittorio Veneto l'ultima battaglia"; Mursia; 1994
17. ↑  Robbins, Keith: The First World War. Oxford University Press, 2002, page 79. ISBN 0-19-280318-2